# Anropssignal
Anropssignal är en kod som identifierar en radiostation.  Radiostationen kan här vara liktydig med en farkost. Ibland används i stället ordet signalbokstäver då anropssignalen inte innehåller siffror.

## Flygradio
För kommunikation, flygledning, flygrådgivning och flyginformation, främst mellan markstation och trafik i luften, men även mellan flygplan.

### I Sverige
För flygradiotelefoni (närdistans) används frekvenserna mellan 118,000 och 136,975 MHz, uppdelat på 760 kanaler med 25 kHz kanaldelning (men övergång till 8,33 kHz delning planeras), och moduleringstekniken är AM (amplitudmodulering). Vid kommunikationen används en oftast en fastställd fraseologi för att strukturera meddelandena och undvika missförstånd vid dålig hörbarhet. I Sverige sker flygradiotelefoni både på svenska och engelska.
Anropssignaler till luftfartyg är vanligen registreringsbeteckningen, antingen fullständig eller förkortad, eller call-sign som kopplas till flygbolaget samt flightnummer.
Exempel:
- SAS linje 531 till London-Heathrow har flight nummer SK531. SAS har anropssignal (call-sign) SCANDINAVIAN. Alltså blir ett anrop till SK531 på svenska ”Scandinavian Fem-Tre-Ett” eller på engelska ”Scandinavian Five-Three-One”. Anropet kommer aldrig bli "Scandinavian Fivehundred-Thirty-One", dock kan det bli ”Scandinavian Five-Thirty-One”
- Militära flygplans anropssignal liknar de reguljära flygens. Varje flygdivision eller motsvarande har ett kodord som call-sign och varje flygplan har ett nummer. "Spider Two-Seven" är till exempel anropssignalen för ett Gripen-flygplan från 71. stridsflygdivisionen.
- Ett flygplan som inte flyger en reguljär linje kommer använda sin registrering som anropssignal. Om registreringen är SE-ABC, kommer anropssignalen bli ”Sigurd-Erik-Adam-Bertil-Cesar” (på engelska ”Sierra-Echo-Alfa-Bravo-Charlie”). Vid första kontakt med flyginformationstjänsten måste piloten använda hela anropssignalen. Om flyginformationstjänsten bedömer att det inte finns risk för förvirring kan en förkortad anropssignal användas, denna blir då "Sigurd-Bertil-Cesar" (på engelska "Sierra-Bravo-Charlie").

För markstationer gäller att de anropas olika beroende på vilken tjänst som utförs. Exempel: Tower (Tornet), Approach, Control, Ground, Information, i kombination med namnet på flygplatsen eller kontrollorganet. Flygplatser utan trafikledning eller AFIS saknar ofta markbunden radio. Trafiken i närheten av den flygplatsen använder flygplatsens namn, med tillägget ”Radio” och meddelar sina avsikter på radion utan att förvänta sig kvittering (sänder blint). Annan trafik i närheten meddelar också sina avsikter och position, och baserat på detta kommer de enskilda piloterna att agera.
Allt detta regleras i BCL-FT Flygtrafiktjänst.

## Amatörradio i Sverige
Svenska amatörradiostationers anropssignaler består av: prefix + distriktssiffra + suffix.

### Prefix
Prefixet för svenska radioamatörers grundanropssignal omfattar hela serien SA–SM, 7SA–7SZ samt 8SA–8SZ där följande är de vanligast förekommande:
- SM eller SA för fysisk person.
- SK för klubbstation – även SA med tvåställig kombination, t.ex. SA6AA.
- SL för militär klubbstation.

Dock kan man genom så kallade specialsignaler, med ett fåtal undantag, få vilket prefix som helst inom nämnda serier.

### Distriktssiffra
| Distrikt | Län                                              |
| -------- | ------------------------------------------------ |
| 0        | Stockholm                                        |
| 1        | Gotland                                          |
| 2        | Västerbotten, Norrbotten                         |
| 3        | Gävleborg, Västernorrland, Jämtland              |
| 4        | Örebro, Värmland, Dalarna                        |
| 5        | Uppsala, Södermanland, Östergötland, Västmanland |
| 6        | Halland, Västra Götaland                         |
| 7        | Jönköping, Kronoberg, Kalmar, Blekinge, Skåne    |

### Suffix
I Sverige är detta bland radioamatörer en personlig kombination av två eller tre bokstäver (A–Z). Det innebär konkret att om en person flyttar inom Sverige ändrar han eller hon enbart sin distriktssiffra så att den överensstämmer med det län som han eller hon är folkbokförd i. Suffixen är unika enligt mönstret: SA_XYZ och SM_XYZ. SM0XYZ, SM1XYZ…SM7XYZ är alltså samma person medan det kan finnas en SA0XYZ, SA1XYZ…SA7XYZ som inte är samma person som den förra med SM_XYZ som anropssignal.
I folkrikare länder än Sverige kan man inte ha samma system, så där är hela anropssignalen unik och inte enbart suffixet. Exempelvis är G1XYZ inte samma person som G2XYZ i England, och GM1XYZ är inte samma person som GM2XYZ i Skottland.

## FM-radio
I USA, där radiostationerna själva får ordna sändare, brukar stationerna använda sin registrerade anropssignal mot lyssnarna. Dessa har fyra bokstäver och är K eller W i USA. I Europa används normalt varumärken eller namn på frekvensutrymmen (I Sverige P1, P2, P3).